# مایکل راسل (تنیس‌باز)
 مایکل راسل (انگلیسی: Michael Russell؛ زاده ۱ مهٔ ۱۹۷۸) یک تنیس‌باز اهل ایالات متحده آمریکا است.